# Otto Klemperer
Otto Klemperer (født 14. maj 1885 i Breslau, død 6. juli 1973 i Zürich) var en tysk dirigent. Med hjælp fra Gustav Mahler fik han i 1907 ansættelse på et teater i Prag. I 1920'erne havde han etableret sig som en af de førende dirigenter i Tyskland, men efter nazisternes magtovertagelse i 1933 valgte han, da han var jøde, at fortsætte karrieren i USA. Efter 2. verdenskrig tog han tilbage til Europa og var i mange år chef for Philharmonia Orchestra i London.